# Опарівська Юлія Василівна
Ю́лія Васи́лівна Опарівська (Ганківська) (1899, Сянок — 26 липня 1944, Завадка) — українська вчителька, теща Степана Бандери.

## Життєпис
Народилась в 1899 році в родині шкільного інспектора Василя Ганківського в місті Сянок (Польща).
У 1916 році одружилась з випускником Перемишльської гімназії, уродженцем села Бонарівка Василем Опарівським. 
Як стверджує Артур Бата, шлюб між Василем Опарівським і Юлією Ганківською було укладено в Покровській церкві села Бонарівка
14 вересня 1917 року в Сяноку в них народилась донька Ярослава — майбутня дружина лідера ОУН Степана Бандери.
Згодом у подружжя народився син Лев (1918—1942) — студент-хімік, член ОУН.
З початком визвольних змагань парох села Терепча біля міста Сянок о. Василь Опарівський в листопаді 1918 року долучився в ранзі сотника до УГА. Згодом став капеланом у 8-й Самбірській бригаді УГА. Помер 22 червня 1919 року в госпіталі УГА в Підгайцях від наслідків нещасного випадку, який стався при розриві польської протипіхотної гранати в селі Слов'ятин.
Залишивсь вдовою, Юлія Опарівська відтоді більше ніколи не виходила заміж.
З приходом польської влади в 1919 році Юлія Опарівська тривалий час не могла працевлаштуватися. Всередині 1920-х рр. вона влаштувалась вчителькою у початковій сільській школі села Завадка .
У 1928 році вона була присутня як почесний гість на освяченні будинку читальні товариства «Просвіта» в селі Бонарівка.

У Бонарівці пані вчителька була дуже шанованою особою: 
«Юлію дуже любили в Бонарівці, бо вона була і вчителькою, і лікарем, і добрим порадником».
Однією з головних заслуг Юлії Опарівської була ініціатива щодо появи початкової школи в селі Петруша Воля на Замішанщині в 1930-х рр.
З початку Другої світової війни мусила переховуватись у селах Замішанщини від можливих репресій гестапо.
27 листопада 1942 року на Кортумовій горі у Львові загинув її син, студент-хімік і член ОУН Лев Опарівський.
Безпекова ситуація на Закерзонні погіршилась опісля початку 13 липня 1944 року Львівсько-Сандомирської операції.
У середині липня 1944 року Юлія Опарівська вирішила спільно з членкинями ОУН на Закерзонні покинути Замішанщину і відійти в еміграцію на Захід. Однак 26 липня 1944 року, коли пакувала свої речі, її знайшли і вбили бойовики Армії Крайової в селі Завадка Стрижівського повіту.
Тіло закатованої знайшли представники озброєної самооборони села Бонарівка того ж дня.

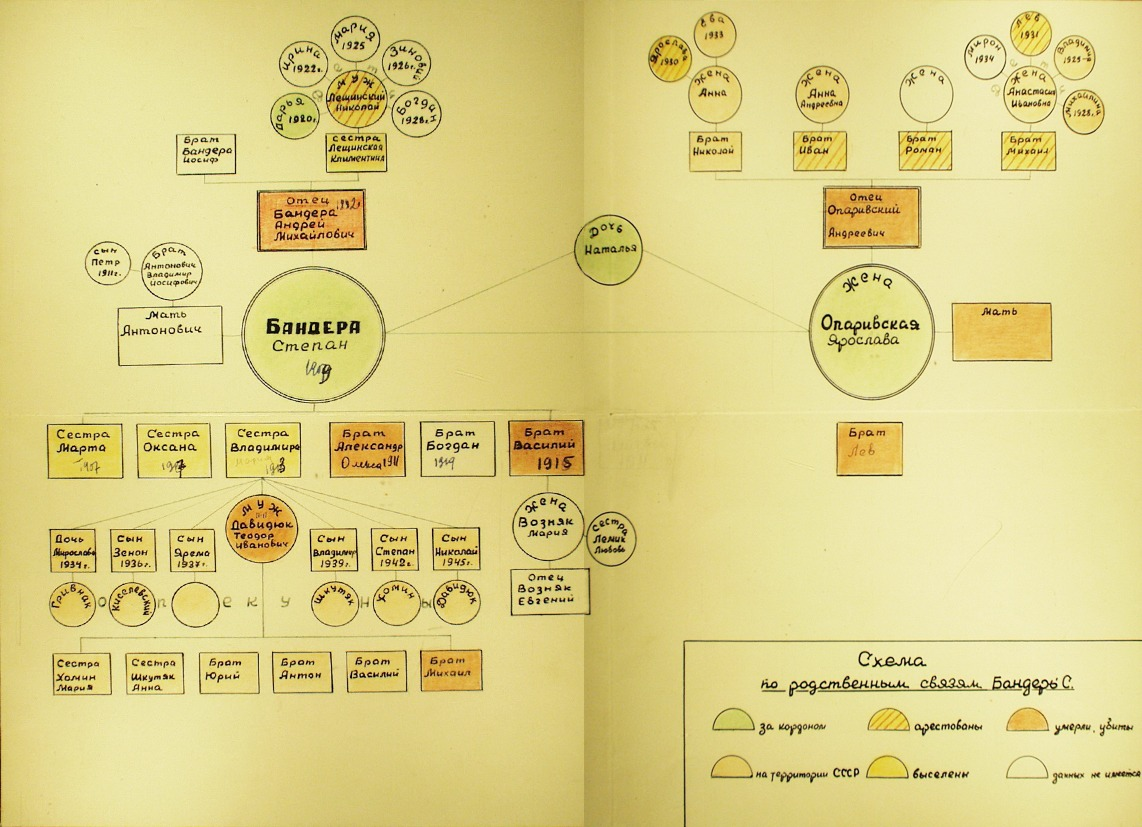
Рід Бандери-Опарівські, 1949.

27 липня 1944 року похована на сільському цвинтарі в Бонарівці. Чин похорону здійснив парох села Бонарівка, Короснянський декан УГКЦ Іван Клюфас. Могила збережена.

## У ЗМІ
В опублікованому 6 вересня 2024 року текстовому матеріалі та документальному репортажі на YouTube від «Суспільне Івано-Франківськ» під заголовком «Голод, винищувальні загони, УПА і репресії: історії зі Станіславівки, де живуть сім'ї депортованих із Закерзоння» історик Андрій Бойда згадував про епізод зі вбивством Юлії Опарівської як один із найчорніших епізодів у житті села Бонарівка в часи Другої світової війни.
25 січня 2025 року у документальному фільмі про німецьку колонію Августдорф, родич п. Юлії Іван Хом'як також згадував про цей епізод в історії замішанців.